# 若松絵里
若松 絵里（わかまつ えり）は、日本の女優である。東京都港区出身。

## 人物
父は俳優の若松武史。兄は俳優の若松力。
文化学院文学科演劇コース卒業。文学座附属演劇研究所卒業。2008年〜2010年横浜未来演劇人シアターに所属。
2008年度横浜SAACアワードにて新進女優に贈られる「オフィス坂田賞」を受賞。
その後は舞台を中心にフリーで活動。
現在は俳優業を一旦休業し、2021年2月に武蔵境にオープンした城田純プロデュースのヴィーガンカフェ『Junbo Cafe』の店長を務めている。